# Little Hills 158A
Little Hills 158A är ett reservat i Kanada.   Det ligger i provinsen Saskatchewan, i den centrala delen av landet, 2 300 km väster om huvudstaden Ottawa. Little Hills 158A ligger vid sjöarna  Bigstone Lake och Egg Lake.
I omgivningarna runt Little Hills 158A växer i huvudsak barrskog. Trakten runt Little Hills 158A är nära nog obefolkad, med mindre än två invånare per kvadratkilometer.